# Velorex

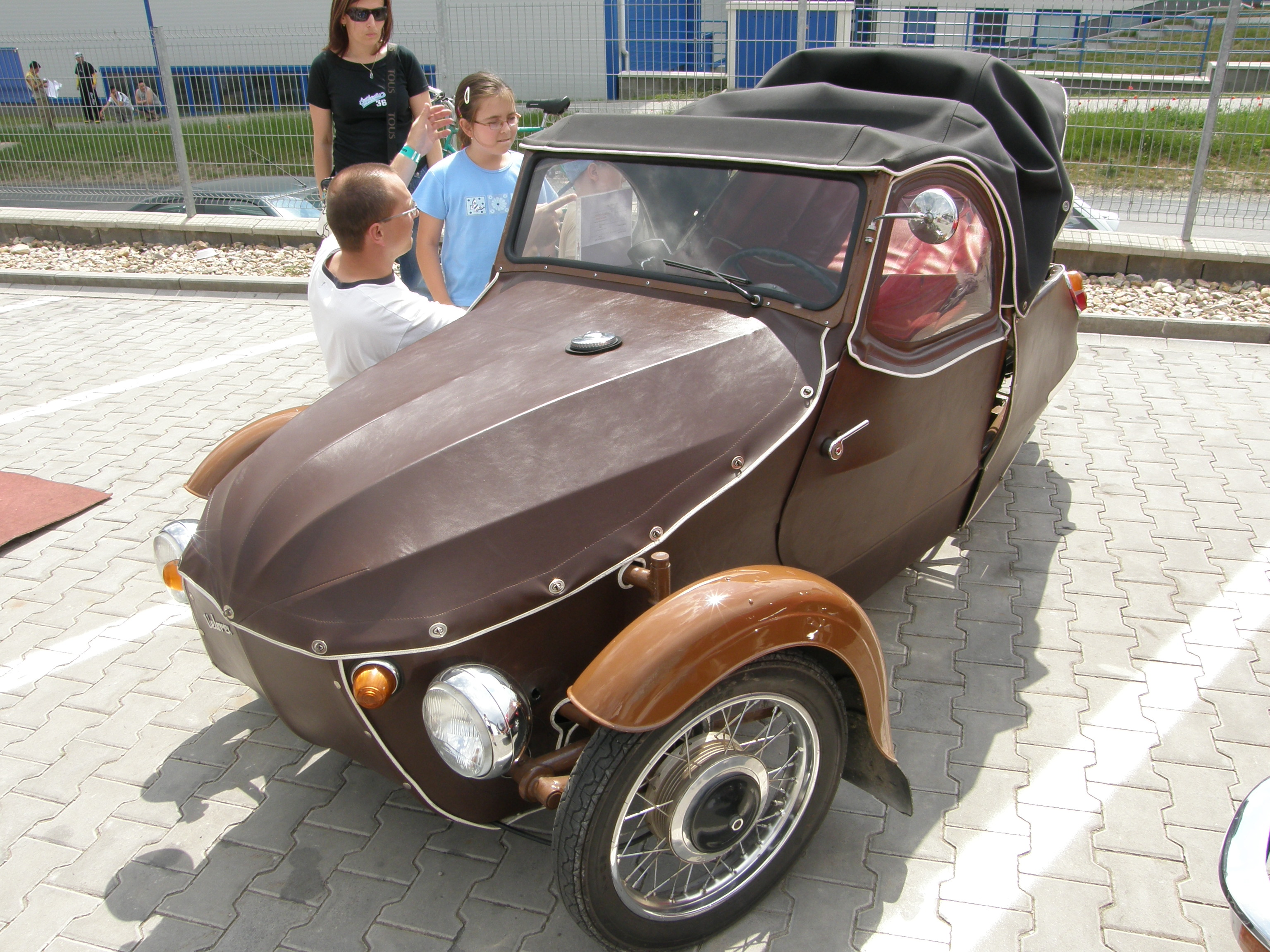

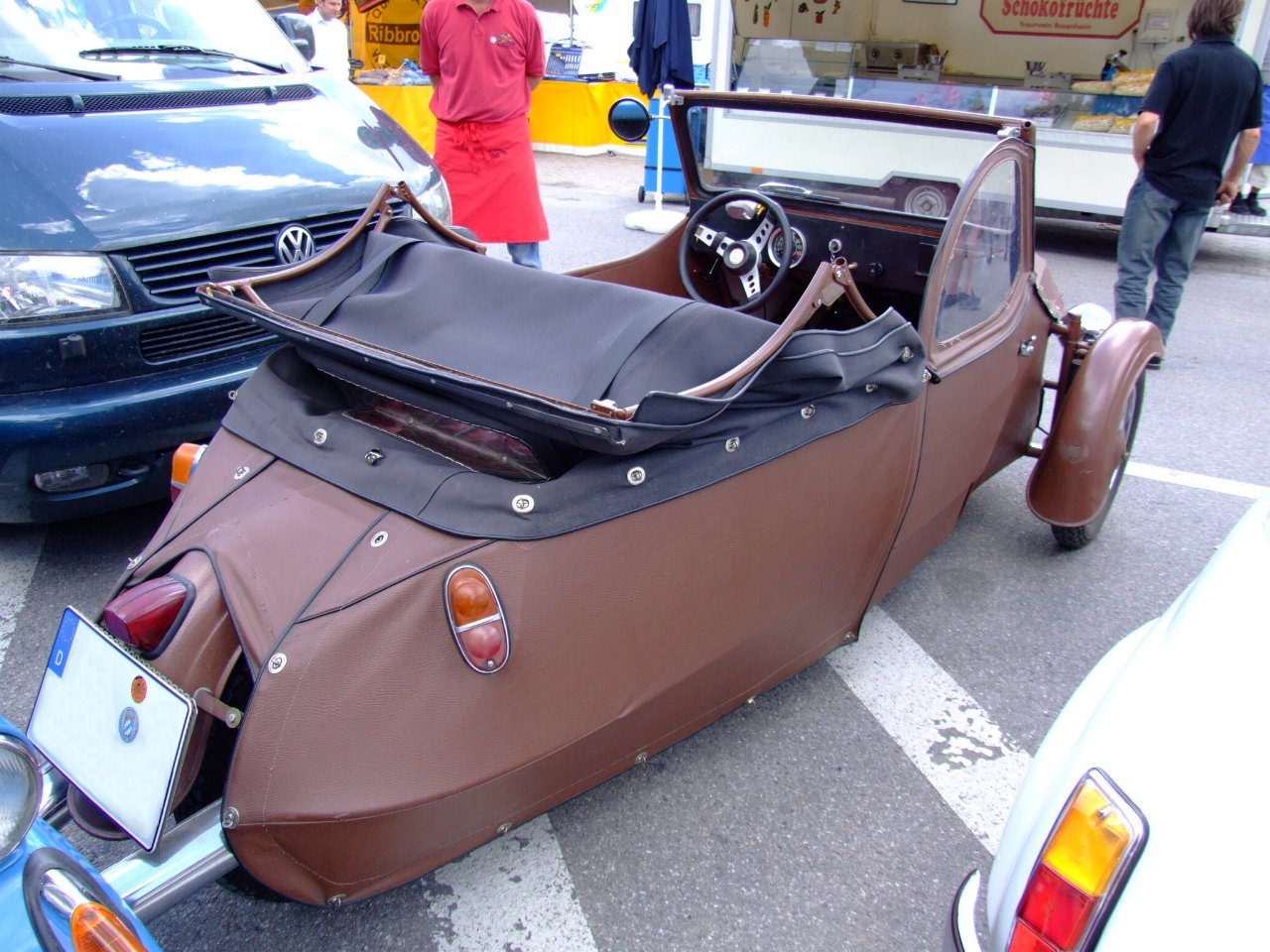

Velorex var en tjeckisk trehjulig mikrobil, som tillverkades mellan 1950 och 1971. Den tillverkades av kooperativet Velo i Hradec Králové. Ursprungligen var den avsedd som handikappfordon och fick endast säljas till funktionshindrade.
Från början hade den en motorcykelmotor från Jawafabriken på 250 cc, som 1963 byttes till en 350 cc motor, också den från Jawa, men nu tvåcylindrig.
Bilen hade 16-tums ekerhjul, med utanpåliggande framskärmar, vilket gav ett visst mc-intryck. Till detta bidrog också ljuddämparna av mc-typ. Det mest säregna med detta fordon var emellertid karossen. Den var nämligen gjord i galon, uppspänd på en zeppelinarliknande stålrörskonstruktion.
I slutet av 1950-talet producerades 120 vagnar i veckan, men väntetiderna var ändå långa. Den exporterades också till en lång rad länder bakom järnridån, och så långt bort som till Indien och Kuba.
I Sverige fanns det 1995 sex stycken Velorex.